# Suffolk University
Suffolk University er et anset universitet i Boston, Massachusetts, USA. Grundlagt i 1906. Universitetet har avlet ti nobelprismodtagere.
42°21′31″N 71°03′44″V / 42.358537°N 71.062277°V